# Associação de Futebol de Israel
A Associação de Futebol de Israel (em hebraico: ההתאחדות לכדורגל בישראל‎, transl. HaHit'aḥdut leKaduregel beIsrael, também conhecida pela sigla IFA, do inglês  Israel Football Association) é o órgão responsável pela administração do futebol de Israel, comandando as competições nacionais e a seleção Israelense de Futebol. A sede da associação está localizada em Ramat Gan.
A associação esteve durante muito tempo filiada à AFC (Confederação de futebol da Ásia), filiando-se à UEFA no ano de 1994.
Disputou apenas uma Copa do Mundo, no México (1970), representando a Ásia. Sem, contudo, ter passado de fase. Itália e Uruguai seguiram adiante, a Suécia ficou pelo caminho. Nunca disputou Eurocopas. Em compensação, cedeu à FIFA importantes quadros na arbitragem. Abraham Klein apitou a partida entre Brasil e Itália no Mundial da Espanha de 1982.